# オ・ウィシク
オ・ウィシク（韓国語：오의식、1983年11月1日 - ）はHiSTORY D＆C所属の大韓民国の俳優である。

## 出演

### 映画
- Slow Video（2014年）
- 極秘任務（2017年）
- 感染家族　기묘한 가족（2019年）

### ドラマ
- ああ、私の幽霊さま（2015年、tvN）- チェ・ジウン役
- 交渉人（2015年、KBS2）- チェ・ソンボム役
- 笛を吹く男（2016年、tvN）
- 雲が描いた月明かり（2016年、KBS2）- パク・ソンヨル役
- 恋のゴールドメダル～僕が恋したキム・ボクジュ～（2017年、MBC）- パン・ウンギ役
- サム・マイウェイ～恋の一発逆転！～（2017年、KBS2）
- サークル：繋がった二つの世界（2017年、tvN）- イ・ドンス役
- あなたが眠っている間に（2017年、SBS）- ポン・ドヒョン役
- トゥー・カップス～ただいま恋が憑依中！～（2017年、MBC）- イ・ホテ役[1]
- 油っこいロマンス（2018年、SBS）- メン・サムソン役[2]
- キミはロボット（2018年、KBS2）- チャ・ヒョンジュン役
- 知ってるワイフ（2018年、tvN）- オ・サンシク役[3]
- マイ・ヒーリング・ラブ（2018年、MBC）
- 死の賛美（2018年、SBS）- ホン・ヘソン役[4]
- ロマンスは別冊付録（2019年、tvN）- ホン・ドンミン役
- 真心が届く（2019年、tvN）- コン・ヒョクジュン役[5]
- 悪魔がお前の名前を呼ぶ時（2019年、tvN）- カンハ / チョン・インソク役
- ハイバイ、ママ！（2020年、tvN）- ケ・グンサン役[6]
- 一度行ってきました（2020年、KBS2）- オ・ジョンボン役
- 私たち、家族です（2020年、tvN）- ウソク役
- 女神降臨（2020年、tvN）- ハン・ジュヌ役[7]
- 朝鮮駆魔師（2021年、SBS）- ジギョム役[8]
- テバク不動産（2021年、KBS2）- マ・グァンテ役[9]
- 海街チャチャチャ（2021年、tvN）- パク・ジョンウ役（カメオ出演）
- 流れ星（2022年、tvN）[10]
- ビックマウス（2022年、MBC）- キム・スンテ役
- イルタ・スキャンダル〜恋は特訓コースで〜（2023年、tvN ）- ナム・ジェウ役